# Arkivväsen i Sverige

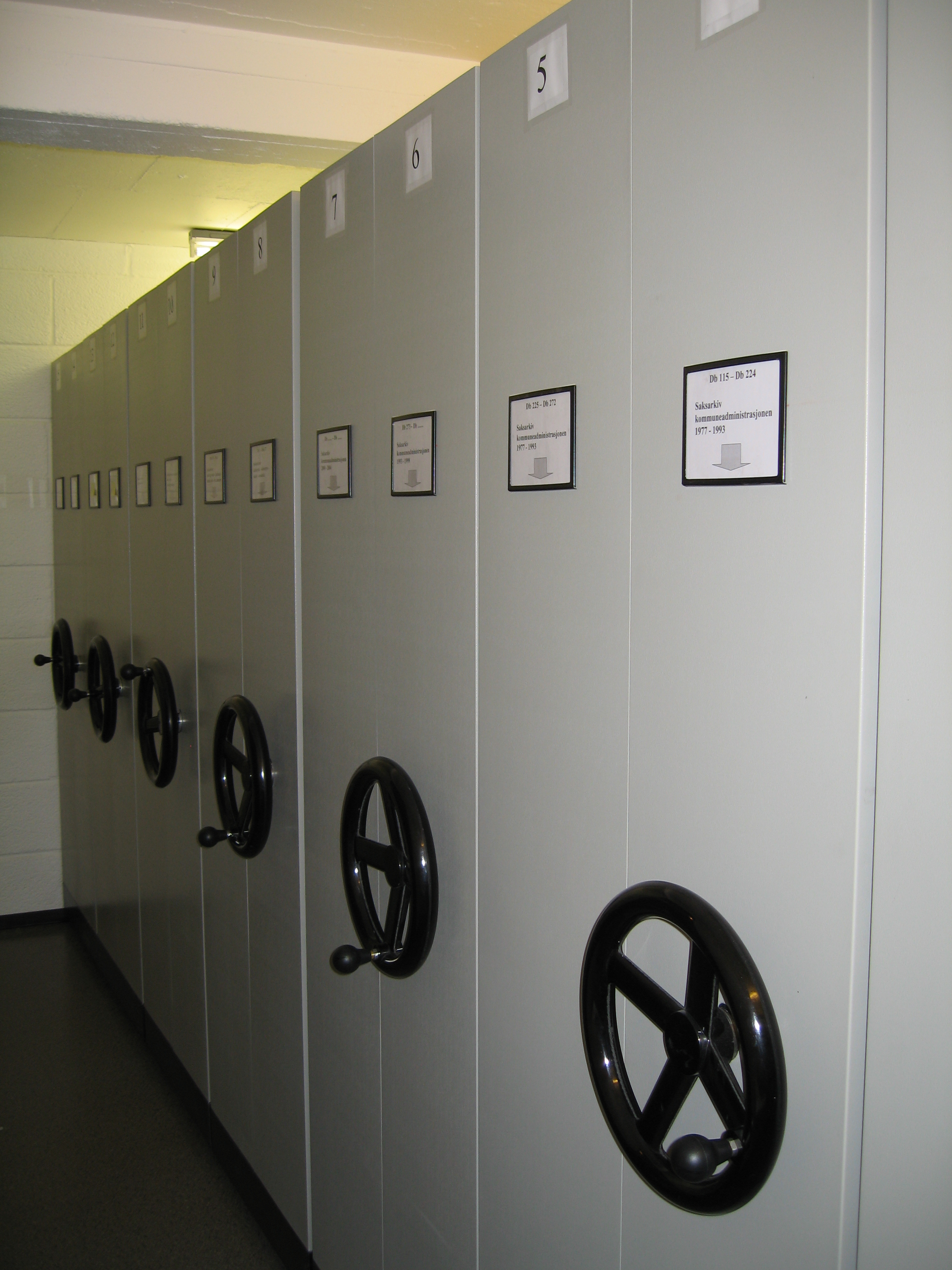
Ett exempel på ett arkiv.

I Sverige finns sedan 1991 Arkivlagen vilken arkiv inom den offentliga sektorn efterföljer, utöver arkivlagen finns Arkivförordningen. Arkivlagen och Arkivförordningen är bådadera uppdelade i bestämmelser som gäller dels statliga myndigheter och dels kommunala. Även Riksarkivet har författat föreskrifter (RA-FS) som kan ses verka i samklang med den allmänna arkivlagen. Arkivlagen, arkivförordningen och RA-FS utgör till stor del grunden för hur den svenska arkivvården ser ut.  En viktig aspekt av den svenska arkivverksamheten är att den verkar för att offentlighet är principen. Detta är specifikt för Sverige och beror på grundlagen Tryckfrihetsförordningen vilken innefattar Offentlighets- och sekretesslagen.
För Sverige finns en Nationell arkivdatabas (NAD) utgiven på CD och tillgänglig över webben, som förtecknar arkivinstitutioner och deras bestånd, men däremot inga detaljer om dokumenten inom varje samling. På NAD återfinns huvudsakligen de statliga arkivinstitutionerna.
Statliga arkiv i Sverige är främst Riksarkivet, Sverige även Krigsarkivet samt landsarkiven. Riksdagens arkiv (i riksdagsförvaltningen) fungerar som arkivmyndighet för Sveriges riksdag, riksdagsförvaltningen samt vissa av riksdagens myndigheter.
Kommunala arkiv i Sverige är primärkommunernas arkiv, exempelvis Gävle stadsarkiv, som även bevarar de kommuners arkiv som uppgått i den nu existerande kommunen. Landstingen har egna arkiv, exempelvis Jämtlands läns landstings arkiv. Enligt arkivlagen har varje kommun och varje landsting sin egen arkivmyndighet och är inte underställda statens tillsyn.
Föreningsarkiv (enskild arkiv) är i Sverige ofta organiserade länsvis. Föreningars äldre arkiv förvaras vanligen hos gemensamma folkrörelsearkiv. Exempel: Föreningsarkivet i Jämtlands län.
Företagsarkiv (enskilda arkiv) är i Sverige ofta organiserade antingen koncernvis eller regionalt. Exempel: Skånes Näringslivsarkiv, Näringslivsarkiv i Norrland - NIN.
Större skivsamlingar i Sverige finns vid Sveriges Radio, vid Avdelningen för audiovisuella medier vid Kungliga biblioteket (tidigare Statens ljud- och bildarkiv), vid Svenskt Rockarkiv och hos privata samlare, till exempel Anders Eldeman.